# 紙甲
紙甲，中國古代用紙製成的護身鱗甲。南北朝時期就有「紙鎧」的記載，2004年在貴州省發現了一件清代咸豐、同治年間的紙甲實物。
明代茅元儀的《武備志》對紙甲有詳細的描述與圖解。